# 天主教納什維爾教區
天主教納什維爾教區（拉丁語：Dioecesis Nashvillensis）是美國一個羅馬天主教教區，屬路易斯維爾總教區。成立於1837年7月28日。
範圍包括田納西州中部，教座位於州府納什維爾。2004年有教友71,188人（佔轄區總人口3.4%）、五十一個堂區、七十五名司鐸。現任教區主教達味·雷孟·喬比。